# Mikonui (fleuve)
Le fleuve Mikonui  (en anglais : Mikonui River) est un cours d’eau de la région de la West Coast de l’Île du Sud de la Nouvelle-Zélande.

## Géographie
Il s’écoule vers le nord-ouest à partir de sa source dans les Alpes du Sud, atteignant la Mer de Tasman tout près du centre ville de Ross.

## Premiers colons dans le secteur de Mikonui
Charles Shearer (né en 1826 à Denny, Ecosse) et sa femme Janet (née à Costdyke, Ecosse) s’installèrent dans la zone de Mikonui en 1868. En 1881, Charles mis en vente sa portion de rivière “ Mikonui “ dans le “West Coast Times » pour deux cents livres.